# Nowa Krasnoszora
Nowa Krasnoszora (ukr. Нова Красношора; hist. Nowa Huta) – wieś na Ukrainie, w obwodzie czerniowieckim, w rejonie storożynieckim.